# STS-40
STS-40 byla jedenáctá mise raketoplánu Columbia. Celkem se jednalo o 41. misi raketoplánu do vesmíru. Cílem letu byl let laboratoře Spacelab SLS-1. Šestý den letu (10. června) uspořádala posádka raketoplánu televizní reportáž a tiskovou konferenci pro společnost CBS.

## Posádka
- Bryan Daniel O'Connor (2) velitel
- Sidney M. Gutierrez (1) pilot
- James P. Bagian (2) letový specialista
- Tamara Elisabeth Jerniganová (1) letový specialista
- M. Rhea Seddonová (2) letový specialista
- Francis A. Gaffney (1) specialista pro užitečné zatížení
- Millie Hughes-Fulfordová (1) specialista pro užitečné zatížení

V závorkách je uvedený dosavadní počet letů do vesmíru včetně této mise.